# No Man's Land (Grey's Anatomy)
No Man's Land (Tierra de nadie en Chile, y España, y Combat de femmes en Francia) es el cuarto episodio de la primera temporada de Grey's Anatomy.

## Sinopsis
Cristina debe encargarse de una exenfermera, que había trabajado tiempo atrás con Ellis, la madre de Meredith; y tanto esta última como Izzie tratan a George como una hermana, lo que le hace sentirse poco masculino. Derek y Meredith tratan a un obrero, que ha sobrevivido milagrosamente a un accidente pero está en un estado grave, e Izzie es reconocida por un paciente, ya que ella había modelado en ropa interior, lo que genera que Alex no la deje tranquila. Meredith sigue intentando comprender el Alzheimer de su madre.

## Música
- Could Be Anything, de The Eames Era.
- Let Myself Fall, de Rosie Thomas.
- Break Your Heart, de Get Set Go.
- Truth, de Vaughan Penn.
- Sunday, de Sia.
- Where Does the Good Go, de Tegan and Sara.

## Título
El nombre del episodio deriva del de una canción de Souls of Mischief, Billy Joel y Sufjan Stevens.